# Morus mesozygia
Morus mesozygia är en mullbärsväxtart som beskrevs av Otto Stapf. Morus mesozygia ingår i släktet mullbär, och familjen mullbärsväxter. Inga underarter finns listade i Catalogue of Life.